# Општина Забрани (Арад)
Забрани (рум. Zăbrani) општина је у Румунији у округу Арад.
Oпштина се налази на надморској висини од 134 m.